# Night and the City (1950)
Night and the City is een Britse film noir uit 1950 onder regie van Jules Dassin. De film is gebaseerd op het gelijknamig boek uit 1938 van Gerald Kersh. In 1992 kwam er een nieuwe versie.

## Verhaal
Harry Fabian is een oplichter in Londen die voor de dagelijkse kost mensen bedriegt en besteelt. Hij krijgt een baan bij de nachtclub The Silver Fox, die wordt gerund door Phil en Helen Nosseross. Zijn vriendin Mary Bristol werkt daar als zangeres. Op een avond gaat hij naar een bokswedstrijd en probeert een aantal mensen te bestelen. Echter, hij wordt betrapt door promotor Kristo. Kristo's vader is de succesvolle ex-worstelaar Gregorius, die onlangs is teruggekomen uit Griekenland met zijn protegé Nikolas. Harry ziet een gelegenheid om geld te verdienen en belooft Gregorius om klassieke wedstrijden populair te maken onder liefhebbers van worstelen in Londen.
Hij maakt zich hierbij flink gehaat bij concurrent Kristo en weet dan ook bij niemand geld te lenen. Helen heeft een oogje op hem en belooft hem te financieren in ruil voor een verzekering om een gesloten nachtclub te kunnen openen. Kristo probeert Harry uit de weg te ruimen door Phil tegen hem op te zetten. Door Kristo vermoedt Phil dat Harry een affaire heeft met Helen en hij besluit wraak te nemen door zijn stille partner te worden om vervolgens zijn carrière te kunnen ruïneren. Als Kristo hierachter komt, dreigt hij Phil te ontmaskeren, tenzij hij aan Gregorius duidelijk maakt dat Harry niet te vertrouwen is.
Phil verzint een plan waarmee hij Harry doet geloven dat zijn bedrijf uit elkaar dreigt te vallen, tenzij hij Kristo's worstelaar 'The Strangler' boekt. The Strangler daagt Nikolas uit en Gregorius wordt op die manier gemanipuleerd dat hij hiermee toestemt. Alles loopt niet zoals verwacht en The Strangler krijgt uiteindelijk ruzie met Gregorius. Nikolas breekt zijn pols als hij dit probeert te stoppen. Uit wraak gaat Gregorius de strijd met The Strangler aan. Hij is echter al erg oud en zakt in, waarna hij overlijdt. Hier is zijn zoon getuige van. Kristo geeft Harry hier de schuld van en belooft de man die hem vermoordt 1000 pond te geven.
Ondertussen is Mary tot de ontdekking gekomen dat Harry geld van iemand leent en is in verwarring. Helen heeft inmiddels Phil verlaten om met Harry in zee te gaan en opent haar club. Een politieagent heeft echter ontdekt dat haar bewijs nep is. Helen realiseert zich dat Harry haar heeft bedrogen en gaat terug naar haar man. Phil heeft echter zelfmoord gepleegd. Ondertussen wordt Harry op de hielen gezeten door Kristo. Mary probeert hem te helpen, maar ze worden betrapt door Kristo. Terwijl Mary wordt aangezien als de persoon die hem heeft overgeleverd aan Kristo, wordt Harry vermoord door The Strangler. Na zijn arrestatie wordt een verdrietige Mary getroost.

## Rolverdeling
| Acteur              | Personage               |
| ------------------- | ----------------------- |
| Richard Widmark     | Harry Fabian            |
| Gene Tierney        | Mary Bristol            |
| Googie Withers      | Helen Nosseross         |
| Hugh Marlowe        | Adam Dunn               |
| Francis L. Sullivan | Philip 'Phil' Nosseross |
| Herbert Lom         | Kristo                  |
| Stanislaus Zbyszko  | Gregorius               |
| Mike Mazurki        | The Strangler           |

## Achtergrond
Gerald Kersh verkocht de rechten van zijn boek in 1946 aan een onafhankelijk filmbedrijf voor $45.000. Gedurende drie jaar lang werden er pogingen gedaan het boek te verfilmen, maar de filmmaatschappij had geen succes in het selecteren van acteurs. In maart 1949 werden de filmrechten doorverkocht aan 20th Century Fox voor $175.000. De studio wilde de film zo snel mogelijk uitbrengen om te profiteren op het succes van The Naked City (1948). Om die reden werd Jules Dassin, de regisseur van die film, aangesteld als de regisseur van Night and the City.
De film werd gedeeltelijk op locatie opgenomen in Londen. De film werd destijds zeer negatief ontvangen door critici en wist geen groot publiek te trekken. Uiteindelijk leed de studio verlies aan de film. In Nederland werd de film destijds niet toegelaten, omdat de film te 'ruw' was en er haat, moord en diefstal in voorkwam. Tegenwoordig wordt er positiever gesproken over de kwaliteit.